# Camponotus longiceps
Camponotus longiceps é uma espécie de inseto do gênero Camponotus, pertencente à família Formicidae.